# Harti Weirather
Harti Weirather, född 25 januari 1958 i Reutte i Tyrolen i Österrike, är en österrikisk tidigare alpin skidåkare. Han blev världsmästare 1982 i störtlopp. och noterades även för backrekord vid Hahnenkammrennen 1982, ett rekord som stod sig fram till 1992.
Han gifte sig med Hanni Wenzel och tillsammans fick de dottern Tina Weirather, som också tävlar i alpin skidåkning.

### Fotnoter
1. ↑  ”VM-medaljörer genom tiderna”. Dagens nyheter. 23 januari 2007. http://www.dn.se/sport/vm-medaljorer-genom-tiderna/. Läst 10 januari 2016.
2. ↑  Jens Littorin (23 januari 2007). ”Rekordsnabbt i Kitzbuhel”. Dagens nyheter. http://www.dn.se/arkiv/diverse/rekordsnabbt-i-kitzbuhel. Läst 10 januari 2016.
3. ↑  ”Anja slutade sexa i Semmering”. Dagens nyheter. 28 december 2006. http://www.dn.se/sport/anja-slutade-sexa-i-semmering/. Läst 10 januari 2016.